# Sacré-Cœur (Fréjus)

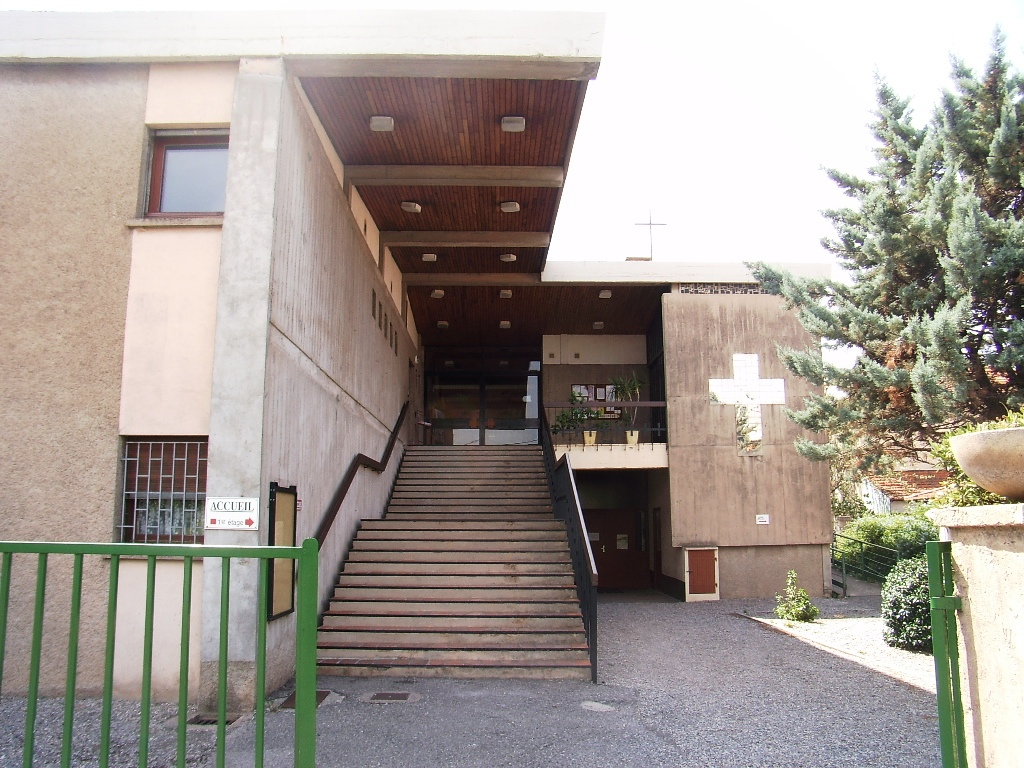
Sacré-Cœur (Fréjus)

Die Kirche Sacré-Cœur ist eine römisch-katholische Pfarrkirche in Fréjus im Département Var in Frankreich. Die Pfarrei heißt offiziell Paroisse de Fréjus – La Gabelle. Sie gehört zum Bistum Fréjus-Toulon.

## Lage und Patrozinium
Die Kirche liegt im südöstlichen Teil der Stadt im Viertel „La Gabelle“ in der Avenue Château Gallieni Nr. 198. Ihr Chor grenzt an die viel befahrene Avenue de Lattre de Tassigny. Sie ist dem Heiligsten Herz Jesu geweiht.

## Geschichte
Als im Gefolge der Verträge von Évian in den 1960er Jahren zahlreiche Algerienfranzosen in das Bistum Fréjus-Toulon kamen, begünstigte Bischof Gilles Barthe in Fréjus die Gründung der Pfarrei La Gabelle und setzte 1963 als Pfarrer den ehemaligen Missionar Robert Lebas (1905–1995) ein, der nach seinem Wirken in China, Vietnam und Madagaskar von 1959 bis 1963 die Marineflieger-Basis in Fréjus betreut hatte. Bischof Barthe lancierte ein Kirchenbauprogramm, in dessen Rahmen die Kirche Sacré-Cœur 1967 vom Architekten Jacques Drouzy (1927–2001) erbaut werden konnte. Der Grundstein wurde im Januar 1967 gelegt und am 20. Dezember 1967 konnte die Bauabnahme stattfinden. Die Weihnachtsmesse 1967 wurde in der neuen Kirche gehalten. Offiziell eingeweiht wurde die Kirche im Frühjahr 1968. Pfarrer Lebas verließ die Gemeinde 1973. 2014 wurde Cristian Dornemann Pfarrer. Sein Nachfolger ist seit 2017 Maurice Tchiembié. Er stammt aus der Elfenbeinküste.

## Baubeschreibung
Die Kirche steht in rund 500 Metern Entfernung von der Stadtgrenze zu Saint-Raphaël auf einem Gelände von 790 Quadratmetern. Sie hat auf 350 Quadratmetern 500 Sitzplätze. Die beengte Grundfläche erforderte einen zweigeschossigen Grundriss. Das Gotteshaus befindet sich im ersten Stock, der Zugang erfolgt über eine monumentale Treppe und eine Rampe, die als Notausgang und Zugang für Behinderte dient. Der bogenförmige Chor, der durch zwei unsichtbare Glasfenster im Kirchenschiff und ein Oberlicht beleuchtet wird, bietet einen großen Raum für liturgische Feiern. Der Dachstuhl aus sichtbarem Holz und die Balken aus verleimten Lamellen schaffen ein beruhigendes Volumen und eine gute Akustik. Die Mauern aus entschaltem Beton verleihen der Kirche ein schlichtes Aussehen, das mit dem umgebenden Viertel harmoniert. Der Glockenturm ist 18 Meter hoch. Im Erdgeschoss befindet sich eine Kapelle, die für Wochentagsgottestdienste genutzt wird.

## Pfarrer
- 1963–1973: Robert Lebas (1905–1995)
- 1973–1984: Henri Bernard (1930–2025)[1]
- 1985–1988: Auguste Galtié
- 1988–1997: Jean-Marie Vasseur (1928–2021)
- 1997–2006: Christian Blanc
- 2006–2013: Patrick Daniellou
- 2014–2016: Christian Dornemann
- 2016–: Maurice Tchiembié